# 서울영풍초등학교
서울영풍초등학교는 대한민국 서울특별시 송파구 거여동에 있는 공립 초등학교이다.

## 연혁
- 1982년 10월 10일 서울영풍국민학교 개교(설립인가 7월 7일)
- 1996년 3월 1일 현재 교명으로 변경
- 1997년 9월 1일 거원초등학교(599명) 분리, 거여초등학교(128명) 인수
- 2011년 9월 1일 한빛터(강당) 개관
- 2013년 1월 11일 Wee클래스 구축
- 2016년 3월 2일 보건실 리모델링
- 2016년 7월 22일 회의실 리모델링
- 2016년 8월 24일 다목적실(음악실) 방음 공사
- 2017년 9월 1일 제12대 정지양 교장 취임
- 2017년 12월 31일 방송실 장비 디지털화, 운동장 펜스 설치 및 등나무 벤치 조성
- 2018년 1월 31일 전 교실 및 특별실 청소기 구입
- 2018년 3월 31일 운동장 및 놀이터 모래 교체 및 배수 시설 개선
- 2018년 5월 23일 병설유치원 개원(40명)
- 2018년 8월 30일 교실 내 생각나무 작은도서관(학급도서관) 개관식
- 2018년 8월 31일 실내 음수대 개선
- 2018년 10월 31일 학교 정원 조경 개선 공사(에코스쿨) 완공
- 2019년 2월 15일 제36회 졸업식(110명, 누계 11874명)
- 2019년 2월 28일 전교실 책걸상 교체
- 2019년 3월 1일 서울형 혁신학교 지정 운영
- 2019년 4월 2일 VR스포츠실 신설
- 2019년 6월 30일 학부모회실 '꿈맘터' 환경개선 사업
- 2019년 8월 30일 무선랜 공사 완공(AP)
- 2019년 11월 4일 도서관 확장 및 리모델링, 메이커교실 신설, 창의 디지털 공방 신설 및 과학실 리모델링, 외부환경 개선(후문개축, 건물외벽 도색, 본관 바닥면재포장, 운동장 스탠드 캐노피 교체) 공사
- 2019년 11월 15일 행정실 이동 및 리모델링
- 2019년 12월 20일 다목적실 명칭 변경(꿈빛터)
- 2020년 2월 12일 제37회 졸업식(113명, 누계 11987명)

## 상징
- 교화 - 개나리
  - 건강, 근면성실함, 새 희망을 상징함
- 교목 - 느티나무
  - 주인 정신 및 장수를 상징함

## 참고 자료
- 서울영풍초등학교 - 한국교육학술정보원 학교알리미